# ハインリヒ・シェンカー

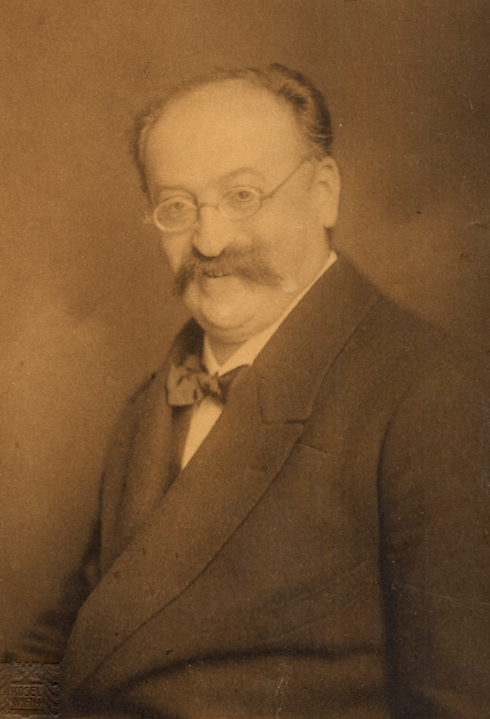
ハインリヒ・シェンカー

ハインリヒ・シェンカー（Heinrich Schenker, 1868年6月19日 - 1935年1月13日）は、オーストリアの音楽学者である。楽曲分析の理論のひとつ、シェンカー理論の創始者として知られる。

## 生涯
オーストリア＝ハンガリー帝国ガリツィア地方のヴィシニョフチキ（現在のウクライナ・テルノーピリ州ヴィシニフチク生まれ。その後、ウィーンへ移住し、そこでアントン・ブルックナーに師事。ピアノ伴奏者や室内楽の演奏家として活躍する傍ら、ヴィルヘルム・フルトヴェングラー、アントニー・ファン・ホーボーケン、フェリクス・ザルツァーらにピアノと音楽理論を教える。

## 著作
雑誌を二つ（Der TonwilleとDas Meisterwerk in der Musik）出版し、そのなかでシェンカー理論のアイディアを展開している。シェンカーの理論は、演奏家向けの理論であることが、ベートーヴェンの後期ピアノソナタのシェンカー版に分析が付記されていることからわかる。
1932年、シェンカーは『5つの基本線表』を出版する。この著作においては、シェンカー理論によって、5つの曲が分析されている。
シェンカーの死後、未完の音楽理論書『自由作曲法』が出版される。
シェンカーの理論を支持する人たちの熱心な普及活動により、シェンカー理論はアメリカで大流行を巻き起こし、1960年代には、西洋音楽における楽曲分析理論の世界的な標準理論となった。一時期はシェンカー理論に基づく教科書も盛んに出版されていた。このためアメリカ合衆国では、「自然の諸原理に還元された和声論」に基づくパリ音楽院方式のデュボワ和声や、「機能和声理論」に基づくヴィルヘルム・マーラーの和声教本が全くと言ってよいほどにまで定着せず、もっぱらゴットフリート・ヴェーバーで示されたローマ数字による和声分析の改良と発展のみが行われてきた。アメリカ合衆国では現在でもこの伝統が守られている。
2000年にはシェンカーの遺稿をまとめた『演奏の技法』が出版された。

## シェンカーとフルトヴェングラー
フルトヴェングラーは、シェンカーが1912年に著した『Beethovens Neunte Sinfonie（ベートーヴェンの第9交響曲）』を読んで、感銘を受けた。1920年にフルトヴェングラーはウィーンに住むシェンカーを訪れ、シェンカーの音楽性と人間性に触れて、深く共鳴する。以後、フルトヴェングラーはウィーンに出向くたびにシェンカーを訪れ、自分が指揮する古典作品をできる限りシェンカーとともに研究し、一方で、当時不遇をかこっていたシェンカーの就職斡旋を働きかけたとされる。
フルトヴェングラーがシェンカーに最も共鳴したのは「遠聴 (Fernhören) 」という概念だったといわれる。これは曲の遠く離れた地点の連関やその必然性を聴き取る力とその姿勢を指し、シェンカーがドイツ古典音楽を特色づけたものとされる。

## 著作の邦訳
- 『古典ピアノ装飾音奏法』野呂愛子・為本章子訳、音楽之友社、1980年。ISBN 978-4276143883。 - 原タイトル："Ein Beitrag zur Ornamentik als Einfuhrung zu Ph.E.Bachs Klavierwerke"
- 『ベートーヴェン第5交響曲の分析』野口剛夫訳、音楽之友社、2000年2月。ISBN 4-276-13122-7。 - 原タイトル：Beethovens fünfte Sinfonie。
- 『ベートーヴェンの第9交響曲　分析・演奏・文献』西田紘子・沼口隆訳、音楽之友社、2010年4月。ISBN 978-4-276-13028-9。 - 原タイトル：Beethovens neunte Sinfonie。